# Voyage au Yemen
Voyage au Yemen (abreviado Voyage Yemen) es un libro con ilustraciones y descripciones botánicas que fue escrito por el botánico francés Albert Deflers y publicado en el año 1889 con el nombre de Voyage au Yemen, Journal d’une excursion botanique faite en 1887 dans les montagnes de l’Arabie heureuse, suivi du catalogue des plantes recueillies, d’une liste des principales espèces cultivées avec leurs noms arabes et de nombreuses déterminations barométriques d’altitude.